# Walter Schindler (Psychotherapeut)
Walter Schindler (* 25. August 1896 in Breslau; † 17. Januar 1986 in London) war einer der Pioniere der Gruppenpsychoanalyse. Er begründete den Ansatz der analytischen Gruppentherapie nach dem Familienmodell.

## Lebensstationen, Ausbildung, Lehre
Als Sohn eines jüdischen Brauereibesitzers in Breslau geboren, diente er nach dem Abitur von 1914 bis 1915 als Sanitätssoldat. Danach absolvierte er ein Medizinstudium in Breslau, Freiburg im Breisgau und München und ließ sich in Wien von 1920 bis 1926 zum Psychoanalytiker ausbilden. Wilhelm Stekel war sein Lehranalytiker. In der Folge schloss er in Berlin seine Fortbildung zum Facharzt der Psychiatrie ab. 1930 eröffnete er in Berlin eine Praxis als Analytiker. Dort begründete und leitete er auch einen Arbeitskreis, in dem versucht wurde, die Differenzen der verschiedenen tiefenpsychologischen Schulen (nach Freud, Adler, C. G. Jung) zu überbrücken. Im Jahre 1932 war die schwedische Lyrikerin Karin Boye für kurze Zeit bei ihm in Behandlung.
1938 wurde Schindlers Arbeitskreis der kommunistischen Umtriebe verdächtigt. Schindler wurde von der Gestapo vernommen, jedoch auf Intervention eines ehemaligen Patienten freigelassen. Er sah sich zur Emigration nach London gezwungen. Dort arbeitete er zunächst analytisch mit Flüchtlingen, bis er ausreichend Englisch sprechen konnte. Der Versuch, den Berliner Arbeitskreis auch in England zu etablieren, scheiterte.
Von 1945 bis 1950 hatte Schindler einen Lehrauftrag für medizinische Psychologie am University College und wirkte als psychoanalytischer Berater am Marylebone Hospital in London. Ab 1946 entstand – im steten Dialog mit S. H. Foulkes – Schindlers Gruppenmodell.
Ab 1951 leitete Schindler regelmäßig analytische Selbsterfahrungsgruppen bei den Lindauer Psychotherapiewochen und wurde zunehmend an deutsche, holländische und spanische Universitäten eingeladen – zu Vorlesungen, Vorträgen und als Gruppenleiter. 1971 wurde er ins Royal College of Psychiatry berufen, 1980 erschien ein Sammelband seiner Aufsätze in deutscher Sprache, 1985 in Spanisch. 1986 verstarb er ohne längeres Leiden an einem Herzversagen, fast 90-jährig, jedoch auch noch in den letzten Lebensjahren rege und aktiv.
Schindlers Akzeptanz ist auch heute noch ungebrochen. Wichtige Ausbildungseinrichtungen nutzen sein Modell, beispielsweise die GAG (München), die Arbeitsgemeinschaft für die Anwendung der Psychoanalyse in Gruppen e.V. (Göttingen) oder der Tiroler Landesverband für Psychotherapie.

## Gruppentherapie nach dem Familienmodell
Walter Schindler geht davon aus, dass die Gruppenmitglieder im Verlauf der Therapie die Primärgruppe der eigenen Familie erkennen. Früh erlerntes Verhalten aus der Herkunftsfamilie wird blind und stereotyp in die Gegenwart übertragen. Der Leiter verkörpert Autorität und wird als Vaterfigur angesehen, während die Gruppe in toto als Mutter erlebt wird. Die Gruppenteilnehmer untereinander verbinden Geschwistergefühle. Im Rahmen der Übertragung wird die Analyse des Individuums mit seiner Lebensgeschichte in der Gruppe eingeleitet. Der Zusammenhalt wird von der Gruppe gefordert und gefördert, damit ein Wir-Gefühl entstehen kann. Der Gruppenleiter als symbolische Vaterfigur der Gruppe verkörpert zunächst Autorität, diese wird aber im Laufe des Prozesses zugunsten demokratischer Teamarbeit abgebaut.

## Deutschsprachige Publikationen
- Gefahrenmomente in gruppenanalytischer Theorie und Technik. Gruppentherapie und Gruppendynamik 5 (1972): 237-244
- Das Borderliner-Syndrom: Ein Zeichen unserer Zeit. Zeitschrift für Psychosomatische Medizin und Psychoanalyse 25 (1979): 363-375
- Über einige unterschiedliche Standpunkte hinsichtlich psychoanalytisch orientierter Gruppentherapie. Gruppenpsychotherapie und Gruppendynamik 14 (1979): 16-30
- Die analytische Gruppentherapie nach dem Familienmodell. Texte zur Gruppe aus drei Jahrzehnten, hrsg. von Dieter Sandner. Reinhardt, München 1980.
- Wilhelm Stekel: Aktive Psychoanalyse: eklektisch gesehen. Zusammengestellt, komm., mit eigenen Fällen erg., hrsg. von Walter Schindler. Huber, Bern, Stuttgart, Wien 1980
- Ein Leben für die Gruppe. Erfahrungen eines Gruppentherapeuten der ersten Generation. In: Kutter (Hrsg.), Methoden und Theorien der Gruppenpsychotherapie, Stuttgart, Bad Canningen 1985, 47-68

## Nachweise
1. ↑  Stumm/Pritz et al.: Personenlexikon der Psychotherapie, Wien, New York 2005, S. 424ff.
2. ↑  Wieser Harald: Eine Optimistin voller Angst, in: Der Spiegel 29/1984, 15. Juli 1984. Diese Episode ist auch im Werk Die Ästhetik des Widerstands des Schriftstellers Peter Weiss erwähnt.
3. ↑  Pritz/Vykoukal: Gruppenpsychoanalyse. Wien 2003 (2. Auflage), S. 25.